# Alexandre II (prince-évêque de Liège)
Pour les articles homonymes, voir Alexandre II.
Alexandre II est prince-évêque de Liège de 1165 à 1167. Il meurt de la peste à Rome le 9 août 1167.

## Biographie
Alexandre II est probablement issu d'une famille noble associée au comté de Duras (nl). Sa mère est la fille du comte Otto II de Duras et il est cousin de Nicolas de Chièvres, qui deviendra évêque de Cambrai.
Il est nommé archidiacre de Hesbaye en 1130 puis archidiacre de l'archidiocèse de Trèves en 1135. En 1139, il devient gardien du chapitre de la cathédrale Notre-Dame-et-Saint-Lambert de Liège puis, en 1145, prévôt du chapitre, succédant à Henri II de Leez, nommé évêque.
Sous l'influence de l'empereur Frédéric Barberousse qui tient à voir sur les sièges épiscopaux des hommes soumis à sa volonté et avec le soutien du chapitre de la cathédrale, il est élu prince-évêque de Liège en 1164. Il est ordonné évêque en octobre 1165 à Xanten par l'archevêque de Cologne et chancelier de l'Empire, Raynald de Dassel.
Le 29 décembre de la même année, il assiste à la canonisation de Charlemagne à Aix-la-Chapelle, alors encore rattachée au diocèse de Liège.
De plus en plus inféodé à l'empereur, il prend part à son expédition au sud de Rome, dans l'armée commandée par l'archevêque Christian de Mayence qui remporte la bataille de Monte Porzio près de Tusculum contre la commune de Rome. Il assiste au triomphe de Barberousse à Rome aux côtés de l'antipape Pascal III.
Mais il est fauché par la peste dont une épidémie éclate dans l'armée impériale et sa dépouille, rapatriée à Liège, y est inhumée dans la cathédrale Notre-Dame-et-Saint-Lambert.

### Référence
1. ↑  (fr) Jean-Louis Kupper, « La mort de l'évêque Alexandre II à Rome, en 1167. », dans Jean-Louis Kupper, Françoise Pirenne et Philippe George (dir.), Liège. Autour de l'an mil, la naissance d'une principauté (Xe – XIIe siècle), Liège, Éditions du Perron, 2000, p. 93